# Napoleone Moriani
Napoleone Moriani (Firenze, 10 marzo 1808 – Firenze, 4 marzo 1878) è stato un tenore italiano.

## Biografia
Tenore lirico, "attore sovrano non meno che cantante impareggiabile. Gli spagnoli lo chiamavano il tenore della bella morte", iniziò a studiare canto a Firenze nel 1826 con il maestro Carlo Ruga e contemporaneamente intraprese gli studi di Giurisprudenza presso la Facoltà dell'Università di Pisa. Debuttò nel 1833 al Teatro dei Condomini di Pavia nell'opera Gli arabi nelle Gallie nella parte di Agobar e il 26 dicembre al Teatro Regio di Parma come Riccardo Percy in Anna Bolena. 
Nella stagione successiva si esibì al Teatro Carlo Felice di Genova nelle opere L'assedio di Corinto e La sonnambula, a Parma fu Pollione nella Norma e Don Rodrigo/Cid nell'opera Il Cid di Luigi Savj e al Teatro d'Angennes di Torino fu Corrado Ferrante in Gli esposti di Luigi Ricci con Giuseppe Frezzolini. 
Al Teatro San Carlo di Napoli debuttò nel 1835 come Ruggero nell'opera di Saverio Mercadante Emma d'Antiochia con Giuseppina Ronzi de Begnis e Giorgio Ronconi e fu Roberto nel Torquato Tasso di Gaetano Donizetti con Ronconi, mentre nel 1836 fu Teodoro in Eufemio di Messina di Giuseppe Persiani con Fanny Tacchinardi, la de Begnis e Gilbert-Louis Duprez. 
Nella stagione 1836 a Livorno è Orombello in Beatrice di Tenda con la Tacchinardi e Ronconi ed al Teatro Alfieri di Firenze fu protagonista nella prima esecuzione per l'Italia del Marin Faliero. 
Al Teatro Comunale di Bologna nel 1836 cantò nelle opere donizettiane Parisina d'Este con Ronconi, Belisario con Giuditta Grisi e Ronconi e nel 1837 Marin Faliero con Giuseppina Strepponi, Felice Varesi e Domenico Cosselli, Lucia di Lammermoor con la Strepponi e Cosselli e debuttò nella parte di Arturo ne I puritani di Vincenzo Bellini con Giuditta Grisi e Ronconi. 
Al Teatro la Fenice di Venezia nel 1837 è Almachilde nella prima assoluta di Rosmunda in Ravenna con Caroline Unger, Ignazio Marini e Ronconi, nel 1838 Lord Arturo Talbo ne I puritani con Eugenia Tadolini, Marini e Ronconi, nel 1839 Edgardo in Lucia di Lammermoor con la Unger; fu anche Enrico nella prima assoluta di Maria di Rudenz di Donizetti con Ronconi, Ugo in Parisina d'Este con la Unger, Marini e Ronconi, Armando nella prima assoluta di Le due illustri rivali, Orombello in Beatrice di Tenda con la Unger e Ronconi, Roberto Devereux con la Unger e Cosselli, Gennaro in Lucrezia Borgia con la Unger e Cosselli, Odone ne I normanni a Parigi con la Unger e Cosselli, Viscardo ne Il giuramento con la Unger e Ronconi, Don Emanuele nella prima assoluta di La sposa di Messina di Nicola Vaccaj con la Unger e Ronconi, ed Alamiro in Belisario con la Unger e Marini. 
Nel 1839 debuttò al Teatro alla Scala di Milano nella parte di Edgardo nella Lucia di Lammermoor diretto da Eugenio Cavallini con Adelaide Kemble e Ronconi, e considerato l'esito favorevole dello spettacolo seguirono ben 22 repliche. 
Pochi giorni dopo il debutto nel teatro milanese, il 20 aprile, cantò ne I puritani. 
Sempre ne 1839 è il protagonista nella prima assoluta di Enrico II di Otto Nicolai con la Unger e Cosselli al Teatro Verdi (Trieste).
Nel decennio 1840–1850, Moriani alternò la sua presenza nei teatri italiani con quelli europei, partecipando a diverse prime rappresentazioni di nuove opere di compositori come Temistocle Solera e Federico Ricci; di quest'ultimo fu straordinario protagonista nell'opera Luigi Rolla. 
La critica del tempo scrisse: "nel Rolla, opera che morì sulle sue labbra, avrà dovuto proclamarlo attore sovrano, non meno che cantante impareggiabile". Successivamente fu scritturato nei più famosi teatri delle città di Dresda e Berlino nel 1843, Londra nel 1844, Parigi nel 1845 e di nuovo nel 1849-1850. Nella capitale francese non ottenne particolare successo: "Moriani canta con un metodo tutto suo... il pubblico parigino è rimasto freddo uditore del suo canto passionato e sentito". Cantò anche a Barcellona, Lisbona e Madrid nel 1846-1847, dove si esibì con successo soprattutto nel repertorio donizettiano e belliniano. Importante fu il suo debutto a Vienna, il 19 maggio 1841, al Kärntnertortheater, dove cantò nella prima rappresentazione assoluta nella parte di Carlo nella Linda di Chamounix di Donizetti. Questa registrò un clamoroso successo, tanto che fu replicata ben diciassette volte; Moriani ottenne anche la nomina di "Cantante di camera" (Kammersänger) dell'Imperatore d'Austria. Il tenore appartenne alla più prestigiosa compagnia lirica dell'epoca, gestita dell'impresario Alessandro Lanari, formata dai più celebri cantanti dell'epoca come i soprani Carolina Ungher, la Strepponi, il baritono Giorgio Ronconi, il basso Marini, i quali furono anche suoi partner in numerose rappresentazioni. Moriani fu il più autentico tenore donizettiano del suo tempo e i ruoli che più contraddistinsero la sua carriera furono quello di Edgardo nella Lucia di Lammermoor e di Gennaro nella Lucrezia Borgia, dove nelle scene finali "nei momenti della passione la sua voce diveniva straziante". In quei momenti drammatici nelle opere dava una "sensibilità morbosa all'interpretazione ed il fascino di un volto pallido, struggente...". Il celebre cantante fu uno dei cantanti lirici con i più elevati compensi economici dell'epoca. Le cronache riportano che "guadagnò molto denaro, ma lo sprecò in rovinose speculazioni". Dopo il 1836, Moriani ebbe una relazione con la Strepponi, durata circa quattro anni, che portò alla nascita di due figli illegittimi, entrambi morti in tenera età, una storia che sconvolse il mondo teatrale dell'epoca. Dal 1846 iniziò il suo declino vocale, un celebre critico dell'epoca, Paolo Scudo, scrisse: "Moriani era un ottimo attore e un abile cantante, ma la voce era vecchia e stanca". Probabilmente l'ultima apparizione sulle scene del "Cigno dell'Arno", come veniva chiamato dai suoi concittadini, fu nel 1851 al Teatro San Carlo di Napoli, nella parte di Enrico nella Maria di Rudenz, quando la sua voce era ormai compromessa, "... dopo diciotto anni di attività, dei quali soltanto nove l'avevano visto nella forma migliore".

## Repertorio
- Giovanni Pacini
  - Gli arabi nelle Gallie (Agobar), Pavia 1833
- Luigi Savi
  - Il Cid (Cid), Parma 1834
- Luigi Ricci
  - Gli esposti (Corrado Ferrante), Torino 1834
- Vincenzo Bellini
  - La sonnambula (Elvino), Genova 1834
  - Norma (Pollione), Parma 1834
  - Beatrice di Tenda (Orombello), Livorno 1836
  - I puritani (Lord Arturo), Bologna 1836
  - I Capuleti e i Montecchi (Tebaldo)
  - Bianca e Fernando (Fernando)
- Saverio Mercadante
  - Emma d'Antiochia (Ruggero), Napoli 1835
  - Le due illustri rivali (Armando) Venezia 1838
  - I Normanni a Parigi (Odone), Venezia 1838
  - Il giuramento (Viscardo), Venezia 1838
  - Il bravo (Carlo)
- Gaetano Donizetti
  - Torquato Tasso (Roberto), Napoli 1835
  - Anna Bolena (Riccardo)
  - Pia de' Tolomei (Ghino), Venezia 1837
  - Marin Faliero (Fernando), Firenze 1836
  - Parisina d'Este (Ugo), Bologna 1836
  - Belisario (Alamiro), Bologna 1836
  - Lucia di Lammermoor (Edgardo), Bologna 1837
  - Maria di Rudenz (Enrico), Venezia 1838
  - Roberto Devereux (Robero Devereux), Venezia 1838
  - Lucrezia Borgia (Gennaro), Venezia 1838
  - Linda di Chamounix (Carlo), Vienna 1842
  - Maria Padilla (Don Ruiz), Bologna 1847
  - La favorita (Fernando)
- Giuseppe Persiani
  - Eufemio di Messina (Teodoro), Napoli 1836
  - Inés de Castro (Don Pedro), Venezia
- Giuseppe Lillo
  - Rosmunda in Ravenna (Almachilde), Venezia 1837
- Nicola Vaccai
  - La sposa di Messina (Don Emanuele), Venezia 1839
- Otto Nicolai
  - Enrico II (Enrico), Trieste 1839
  - Il templario (Gualtiero), Trieste 1840
- Carlo Coccia
  - Giovanna II Regina di Napoli (Lorenzo), Milano 1839
- Temistocle Solera
  - Ildegonda (Rizzardo), Milano 1840
- Achille Peri
  - Dirce (Linceo), Reggio Emilia 1843
  - Il solitario (Carlo), Reggio Emilia 1841
- Carlo Coen
  - Antonio Foscarini (Antonio), Bologna 1841
- Federico Ricci
  - Luigi Rolla (Luigi Rolla), Firenze 1841
  - Michelangelo, Firenze 1841
  - Corrado d'Altamura (Roggero), Venezia 1842
- Lauro Rossi
  - Bianca Contarini (Giorgio), Milano 1846
- Giovanni Pacini
  - Il Duca d'Alba (Egmondo), Venezia 1842
- Giuseppe Verdi
  - Attila (Foresto), Milano 1846
  - Ernani (Ernani), Bologna 1847
  - Giovanna d'Arco (Decil), Milano 1844
  - I Lombardi alla prima crociata (Oronte), Faenza 1847
- Marco Aurelio Marliani
  - Gusmano il buono (Don Pedro), Bologna 1847